# Dipoena adunca
Espèce
Dipoena adunca est une espèce d'araignées aranéomorphes de la famille des Theridiidae.

## Distribution
Cette espèce est endémique de Taïwan. Elle se rencontre dans le parc national de Kenting dans le comté de Pingtung.

## Description
Le mâle holotype mesure 1,40 mm et la femelle paratype 1,80 mm.

## Publication originale
- Tso, Zhu & Zhang, 2005 : A new species of the genus Dipoena from Taiwan (Araneae: Theridiidae). Acta Arachnologica, Tokyo, vol. 54, p. 21-22, no 1 (texte intégral).